# Formigueret de Klages
El formigueret de Klages (Myrmotherula klagesi) és una espècie d'ocell de la família dels tamnofílids (Thamnophilidae).

## Hàbitat i distribució
Viu entre la malesa del bosc. Conegut únicament a uns pocs indrets de l'oest del Brasil, a l'Amazones inferior, oest de Pará des d'Óbidos fins Santarém.